# Grebban
Grebban i Hjo socken i Västergötland är en bebyggelse nära Hjoån omedelbart väster om tätorten Hjo och väster om länsväg 195. Den ligger i Hjo kommun. Från 2015 till 2023 avgränsade SCB här en småort. Före 2015 och från 2023 utgjorde bebyggelsen en del av tätorten Hjo.
I Grebban ligger Svärtans kapell, som tillhör Hjo pastorat inom Svenska Kyrkan.
Fram till 2005 fanns den kommunala grundskolan Svärtansskolan i Grebban.